# Diomīdīs Kiriakos
Diomīdīs Anastasios Kyriakos (in greco: Διομήδης Αναστάσιος Κυριακός; Spetses, 1811 – Napoli, 20 giugno 1869) è stato un politico e scrittore greco, nonché Primo ministro della Grecia dal 9 aprile al 10 maggio 1863.

## Biografia
Diomīdīs Anastasios Kyriakos nacque nel 1811 a Spetses, un'isola del golfo Saronico, lungo le coste dell'Attica, da una famiglia di patrioti: il fratello, Ioannis Kyriakos, infatti, era un vice ammiraglio della flotta rivoluzionaria, caduto durante l'assedio di Missolungi, quando Diomīdīs aveva solo 10 anni. Quattro anni più tardi fu inviato dai genitori in Italia e in Francia, per studiare alla facoltà di giurisprudenza delle Università di Pisa e Parigi. Nel 1835, laureatosi in legge, Kyriakos tornò in Grecia, divenuta indipendente sotto la monarchia di Ottone di Baviera, divenendo procuratore generale presso la Corte di Cassazione di primo grado. 
Di idee liberali, dopo la rivolta militare del 5 settembre 1843, che costrinse il sovrano a concedere la Costituzione, l'avvocato greco fece parte della commissione incaricata di redigere il nuovo testo costituzionale, entrato in vigore nel marzo 1844. Divenuto professore di diritto costituzionale nel 1851, il 10 ottobre 1862, al momento del golpe militare che depose re Ottone, inviso ormai alla popolazione per la sua politica autoritaria, divenne membro del comitato esecutivo incaricato di redigere una nuova Costituzione più liberale, mentre il Regno di Grecia fu affidato al principe danese Guglielmo di Schleswig-Holstein-Sonderburg-Glücksburg, divenuto re Giorgio I di Grecia. 
Quello stesso anno Kyriakos fu nominato ministro dell'Istruzione pubblica e della religione nel gabinetto ministeriale di Dimitrios Voulgaris, durato fino al 21 febbraio 1863. Dopo due governi di transizione subito caduti, l'Assemblea nazionale lo nominò, il 9 aprile di quell'anno, nuovo capo del governo, durato appena un mese. Ritiratosi dalla vita politica, Kyriakos continuò ad insegnare diritto costituzionale, pubblicando diversi libri di storia e di diritto. Morì infine a Napoli, durante un viaggio di studi, nel 1869.
| Controllo di autorità | VIAF (EN) 90505187 · ISNI (EN) 0000 0000 6211 0871 · LCCN (EN) no2009085204 · GND (DE) 1153412969 |